# House of Gold & Bones – Part 2
House of Gold & Bones − Part 2 − piąty album studyjny amerykańskiej grupy muzycznej Stone Sour

## Lista utworów
1. Red City – 4:39
2. Black John – 4:02
3. Sadist – 5:07
4. Peckinpah – 4:11
5. Stalemate – 4:47
6. Gravesend – 4:41
7. '82 – 3:42
8. The Uncanny Valley – 4:01
9. Blue Smoke – 2:07
10. Do Me a Favor – 3:44
11. The Conflagration – 4:55
12. The House of Gold & Bones – 4:43

## Twórcy
- Corey Taylor − śpiew
- James Root − gitara
- Josh Rand − gitara
- Roy Mayorga − perkusja
- Rachel Bolan − gitara basowa